# Портрет Петра Гавриловича Лихачёва
«Портрет Петра Гавриловича Лихачёва» — картина Джорджа Доу и его мастерской, из Военной галереи Зимнего дворца.
Картина представляет собой погрудный портрет в профиль генерал-майора Петра Гавриловича Лихачёва из состава Военной галереи Зимнего дворца.
К началу Отечественной войны 1812 года генерал-майор Лихачёв был шефом Томского пехотного полка и командовал 24-й пехотной дивизией. Отличился в Смоленском сражении, при Бородино защищал Курганную батарею, был ранен и захвачен в плен. В декабре 1812 года тяжелобольным был освобождён русскими войсками из плена в Кенигсберге, уехал в своё имение в Псковской губернии и в дальнейших военных действиях участия не принимал. Скончался в 1813 году.
Изображён в генеральском мундире, введённом для пехотных генералов 7 мая 1817 года — Лихачёв такой мундир носить не мог, поскольку умер в апреле 1813 года и носил мундир старого образца. Слева на груди звезда ордена Св. Анны 1-й степени; на шее кресты орденов Св. Георгия 3-го класса и Св. Владимира 3-й степени; по борту мундира крест ордена Св. Иоанна Иерусалимского; справа на груди серебряная медаль «В память Отечественной войны 1812 года» на Андреевской ленте и бронзовая дворянская медаль «В память Отечественной войны 1812 года» на Владимирской ленте (обе медали изображены ошибочно, поскольку из-за ранней смерти Лихачёв их получить не успел), а также шитый крест ордена Св. Иоанна Иерусалимского. С тыльной стороны картины полустёртая надпись: Lihatscheff. Подпись на раме: П. Г. Лихачевъ 1й, Генералъ Маiоръ.
7 августа 1820 года Лихачёв был включён в список «генералов, заслуживающих быть написанными в галерею» и 25 июля 1822 года император Александр I приказал написать его портрет. Поскольку Лихачёв скончался весной 1813 года, то от его вдовы художнику был доставлен портрет-прототип. Этот прототип современным исследователям неизвестен, однако В. М. Глинка отмечал, что «портрет Лихачева исполнен с оригинала, писанного, вернее всего, провинциальным художником. С него смотрит на нас открытое спокойное лицо». Гонорар Доу за написанный портрет был выплачен 13 марта 1823 года и 29 декабря 1824 года. Готовый портрет поступил в Эрмитаж 7 сентября 1825 года.
В 1840-е годы в мастерской И. П. Песоцкого по рисунку И. А. Клюквина с портрета была сделана литография, опубликованная в книге «Император Александр I и его сподвижники» и впоследствии неоднократно репродуцированная.